# Typhlochactidae
Typhlochactidae es una familia de escorpiones de hábitos troglobiontes nativos del este de México.

## Géneros
Typhlochactidae contiene cuatro géneros divididos en dos subfamilias:
- Subfamilia: Alacraninae
  - Alacran Francke, 1982

- Subfamilia: Typhlochactinae
  - Sotanochactas Francke, 1986
  - Stygochactas Vignoli & Prendini, 2009
  - Typhlochactas Mitchell, 1971